# Fronteira Botswana–Namíbia
A fronteira entre Botswana e Namíbia é a linha que limita os territórios do Botswana e da Namíbia. De norte para sul, começa junto do rio Zambeze, e define a parte sul da Faixa de Caprivi. Quando esta termina, segue em três grandes segmentos em linha reta, respetivamente para sul, oeste e novamente sul segundo o meridiano 20 E, cortando o deserto do Calaari, até terminar na tríplice fronteira de ambos os países com a África do Sul.

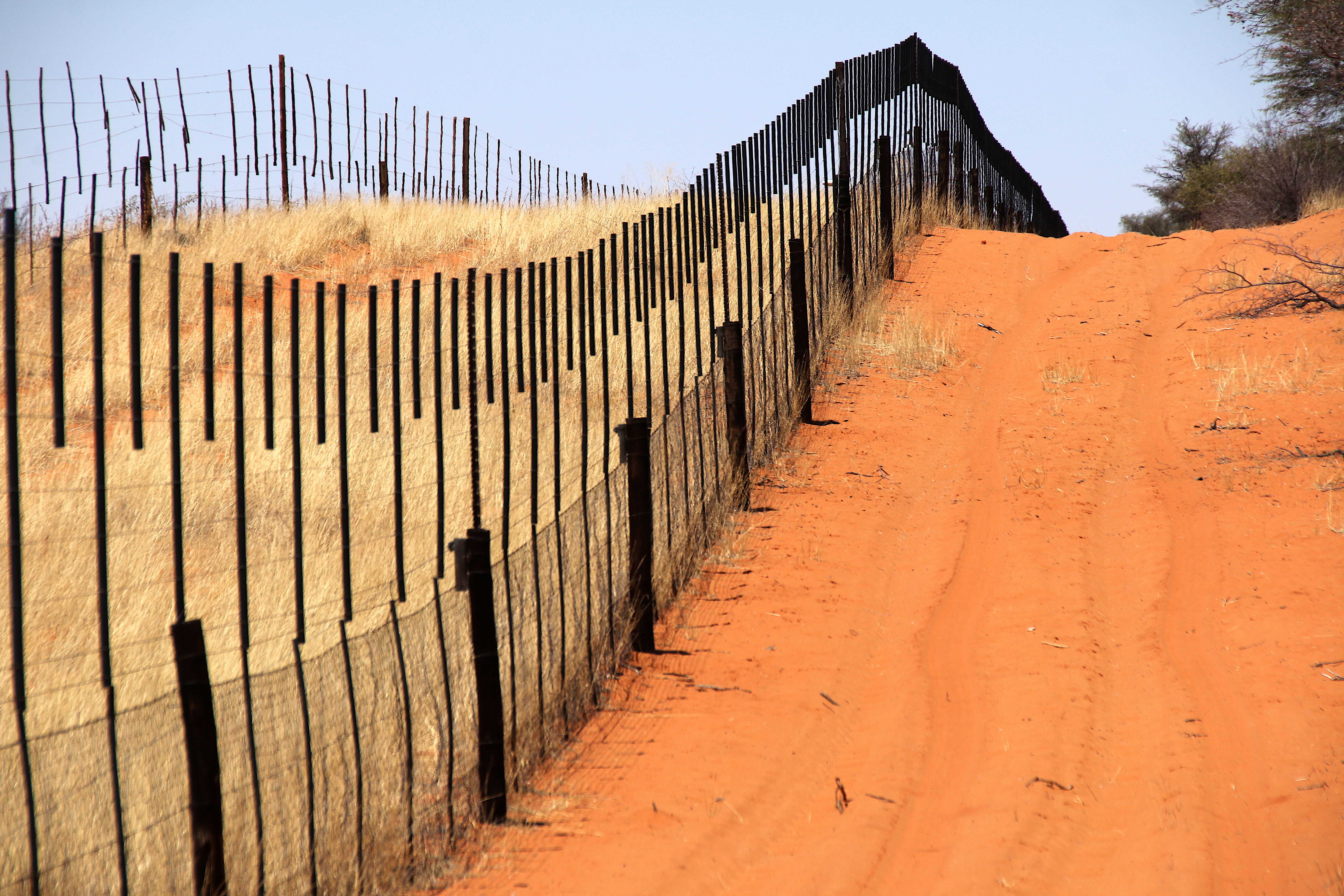
Cerca da fronteira de Botswana e Namíbia.

## Questão fronteiriça
Em 13 de dezembro de 1999, o Tribunal Internacional de Justiça resolveu uma disputa territorial de longa data em favor do Botswana sobre a soberania de uma ilha no rio Cuando (chamada Sedudu ou Kasikili), o maior dos afluentes ocidentais do Zambeze.
A linha de fronteira no sul da Faixa de Caprivi é baseada em um acordo bilateral de 2018.  O processo de desenvolvimento do tratado e suas deliberações tem sido objeto de controvérsias desde 2021. 